# کشتی بادبان‌دار کلاس ادمیرال گریگوروویچ
کشتی بادبان‌دار کلاس ادمیرال گریگوروویچ (به انگلیسی: Admiral Grigorovich-class frigate) یک کلاس از کشتی است که طول آن ۱۲۴٫۸ متر (۴۰۹ فوت) می‌باشد.